# Елезел
Елезел (на френски: Ellezelles) е селище в Югозападна Белгия, окръг Ат на провинция Ено. Населението му е около 5700 души (2006).